# 1020'erne
Århundreder: 10. århundrede – 11. århundrede – 12. århundrede
Årtier: 970'erne 980'erne 990'erne 1000'erne 1010'erne – 1020'erne – 1030'erne 1040'erne 1050'erne 1060'erne 1070'erne
År: 1020 1021 1022 1023 1024 1025 1026 1027 1028 1029